# 甘珠尔巴格西·吉布增罗布生嘎拉森达尔吉
甘珠尔巴格西·吉布增罗布生嘎拉森达尔吉（？—？）民族及籍贯不详，第三世甘珠尔巴格西活佛。

## 生平
吉布增罗布生嘎拉森达尔吉是第二世甘珠尔巴格西活佛甲木英黑都布却吉甲木苏之后的第三世。第一至三世甘珠尔巴格西活佛均为藏区散川（音译）地玛札关布寺（一作“地玛札闫布寺”）高僧。
吉布增罗布生嘎拉森达尔吉在阿拉善地区贡献很大，从而获得阿拉善亲王玛哈巴拉的支持。清朝道光八年（1828年），阿拉善亲王玛哈巴拉迎请吉布增罗布生嘎拉森达尔吉来到延福寺，嘉庆年间封其为“莫日根堪布”。此后该活佛系统便在延福寺传承，成为延福寺的寺主活佛。

## 著作
其经文著作有《诺日布都莎拉》